# Muzeum Łodzi Wikingów w Oslo
Muzeum Łodzi Wikingów w Oslo (norw. Vikingskipshuset i Oslo) – ekspozycja muzealna na Półwyspie Bygdøy w Oslo w Norwegii, będąca częścią Muzeum Historii Kultury w Oslo, prezentująca znalezione w wykopaliskach archeologicznych łodzie wikingów.
Muzeum wybudowano specjalnie na potrzeby udostępnienia łodzi wykopanych z kurhanów na południu Norwegii. Prezentowane są w nim trzy dębowe łodzie wraz ze znalezionymi w nich przedmiotami:
- łódź z Oseberg – najokazalsza z łodzi, z wysoko wzniesionymi dziobem i rufą ma 22 m długości i 5 m szerokości[2],
- łódź z Gokstad – większa i szersza: 25 m długości i 5 m szerokości[3],
- łódź z Tune – znacznie zniszczona, miała prawdopodobnie około 22 m długości i 4,35 m szerokości[4].

## Udostępnianie
Muzeum jest czynne przez cały tydzień, z wyjątkiem niektórych dni świątecznych:
- od 1 października do 30 kwietnia w godzinach 10.00-16.00
- od 1 maja do 30 września w godzinach 9.00-18.00

Bilet wstępu kosztuje 100 NOK, ale w ramach tego biletu do 48 godzin od zakupu, można odwiedzić muzeum historyczne, które znajduje się w centrum Oslo, niedaleko Pałacu Królewskiego.